# Храчка
Храчката (на латински: sputum) е гъста слуз, която се отделя от секретите на белите дробове или носната кухина и се изхвърля през устата. Обикновено е примесена със слюнка. В медицината, храчките най-често се изследват с невъоръжено око или под микроскоп при наличието на проблеми с дихателната система.
Храчките могат да се изследват и в домашни условия от пациента, отбелязвайки цвета им. Жълтите оттенъци (гной) подсказват за инфекция на дихателните пътища, но не са показателни за вида на организма причинител. Такива оттенъци са най-лесно видими, когато храчката е наложена върху бял фон (например хартия). Колкото е по-жълт цвета, толкова е по-голяма вероятността за бактериална инфекция (бронхит, бронхопневмония или пневмония).

## Нормален трахеобронхиален секрет
Нормалният секрет на трахеобронхиалното дърво е слуз, произвеждана от жлезите на трахеята и големите бронхи. Тя съдържа клетъчни елементи (главно алвеоларни макрофаги и лимфоцити). Този секрет има бактерицидна функция и спомага за извеждането на вдишани частици извън организма. Обикновено, обемът му не превишава 100 ml за денонощие.